# ريس ذا سن
ريس ذا سن (بالإنجليزية: Race the Sun)‏ ، وتعني سباق الشمس، وهي لعبة إلكترونية من نوع جري لا نهائية، أنتجت عام 2013م.